# Gladys Elizabeth Baker
 Gladys Elizabeth Baker (* 21. Juli 1908 in Iowa City, Iowa, USA; † 7. Juli 2007 in Peoria, USA) war eine amerikanische Mykologin und Hochschullehrerin. Sie war Gründungsmitglied der Medical Mycological Society of the Americas.

## Leben
Baker war die zweite Tochter von Richard Phillip Baker und Katherine Riedelbauch. Ihre Mutter war eine Tochter deutscher Einwanderer und Musiklehrerin am Lamar College, ihr Vater stammte aus England und gründete ein Unternehmen, das dreidimensionale mathematische Modelle zur Verwendung im Unterricht entwickelte. Seine Modelle befinden sich in der Sammlung des Smithsonian’s National Museum of American History in Washington, D.C.
Baker schloss 1926 die Iowa City High School mit Auszeichnung ab und unternahm mit ihrer Schwester Frances eine große Tour durch Europa. Sie studierte dann an der University of Iowa, erwarb 1930 einen Bachelor of Arts in Geschichte und Botanik mit dem Nebenfach Zoologie. Sie erhielt 1932 den Master-Abschluss in Mykologie mit dem Nebenfach Embryologie unter der Leitung des Mykologen George Willard Martin. Ihre Masterarbeit wurde 1933 von der University of Iowa in Natural History Studies veröffentlicht. Nach ihrem Abschluss wurde sie von der University of Iowa bei Thomas Huston Macbride angestellt und zeichnete die 21 Tafeln mit Illustrationen für die Monografie The Myxomycetes von MacBride und Martin.
Sie promovierte anschließend von 1933 bis 1935 an der Washington University in St. Louis bei Carroll W. Dodge in Mykologie mit einer monografischen Studie über die Gattung Helicogloea. Danach forschte sie ein Jahr als Postdoktorandin in der Botanikabteilung an der Washington University. Sie untersuchte die Flechten und ihre Parasiten, die von 1933 bis 1935 während der 2. Byrd Antarctic Expedition innerhalb von 22 Meilen vom Südpol gesammelt worden waren. Dodge und Baker bestimmten 84 neue Flechtenarten.
Von 1936 bis 1940 lehrte sie in der Biologieabteilung des Hunter College in New York City und wechselte dann an das Vassar College in Poughkeepsie. Sie begann dort als Dozentin in der Abteilung für Pflanzenwissenschaften und wurde 1946 assoziierte Professorin. Sie nahm für das akademische Jahr 1961–1962 Forschungsurlaub vom Vassar College, um am Department of Botany der University of Hawaiʻi at Mānoa zu arbeiten und forschte dort von 1963 bis zu ihrer Pensionierung als emeritierte Professorin im Jahr 1973.

## Forschung an der University of Hawaiʻi at Mānoa
Während ihres Aufenthalts auf Hawaii beschäftigte Baker sich mit der Kultur- und Naturgeschichte des pazifischen Beckens. Ein bedeutendes Forschungsprojekt in dieser Zeit war das Island Ecosystems Integrated Research Program des US International Biological Program. Sie forschte an Bodenpilzen und Phylloplane-Pilzen aus dem Hawaii Volcanoes National Park.
Aufgrund ihres Interesses an medizinischer Mykologie führte sie mit einem klinischen Professor für Pädiatrie eine Studie über Schimmelpilze in den Häusern und Umgebungen asthmatischer Kinder durch und forschte auch über die Langlebigkeit von Dermatophyten an den Stränden und in den Sandkästen auf Spielplätzen von Oahu.
Baker erstellte für ihre Mykologiekurse an der Universität von Hawaii eine Lehrsammlung von Pilzen. Die landwirtschaftlichen Quarantänerichtlinien in Hawaii beschränkten den Zugang zu den Pilzen, die auf einer sehr kurzen „genehmigten“ Liste standen. Daher bat sie mehrere Mykologen und Mikrobiologen aus New York, Montana, den zentralpazifischen Inseln und Japan, die Sohlen ihrer Schuhe abzutupfen, bevor sie in Honolulu abflogen. Aus diesen Tupfern kultivierte sie die Pilze und als die Liste der Pilze aller Art 65 erreichte, veröffentlichte sie diese und erhielt unerwartet viele Nachdruckanfragen.
Baker zog 1973 nach Sun City (Arizona) und starb im Alter von 98 Jahren in ihrem Haus in Peoria.
Ihr weltweit verwendetes Namenskürzel für Autoren von mykologischen Erstbeschreibungen lautet GEBaker.

## Auszeichnungen und Ehrungen
- Sie wurde 1934 zum Mitglied von Sigma Xi an der Washington University gewählt.
- 1938 wurde sie zum Fellow der American Association for the Advancement of Science gewählt.
- Seit 1994 wird jährlich der Martin-Baker-Preis an einen promovierten Mykologen vergeben.[3]
- Der Mount Baker ist ein 1480 m hoher Berg in der Antarktis und wurde von Albert P. Crary nach Gladys Elizabeth Baker benannt, die an der Identifizierung und Klassifizierung antarktischer Flechten beteiligt war.

## Veröffentlichungen (Auswahl)
- Heterokaryosen in Penicillium notatum. Bulletin of the Torrey Botanical Club Vol. 71, Nr. 4, S. 367–373, 1994.
- Conidium Formation in Species of Aspergilli. Mycologia Vol. 37, No. 5, S. 582–600, 1945.
- Fungi from the Central Pacific Region. Mycologia Vol. 60, No. 1, S. 196–201, 1968.
- A comparative morphological study of the mvxomycete fructification. Univ. Iowa Studies, Studies Nat.  History 14, 1933.